# Дрёма белая
Дрёма бе́лая (лат. Siléne latifólia) — одно- или двулетнее (иногда многолетнее) травянистое двудомное растение семейства Гвоздичные, произрастающее в большинстве стран Европы, западной Азии и Северной Африки. Указанное название соответствует устаревшему латинскому синонимичному наименованию Melandrium album, когда растение входило в самостоятельный род Дрёма. По современной уточненной классификации вид относится к роду Смолёвка и более корректным названием может являться Смолёвка широколистная, которое однако ещё не встречается в авторитетных ботанических источниках.

## Ботаническое описание

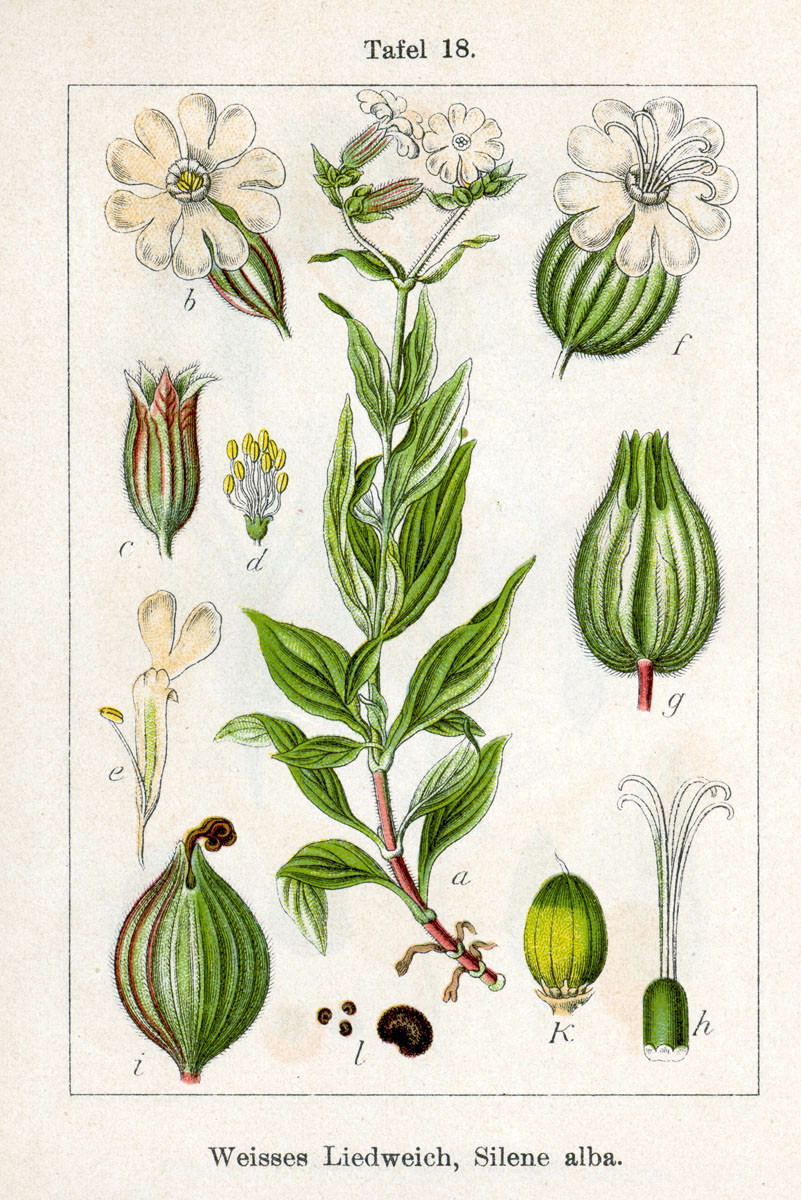

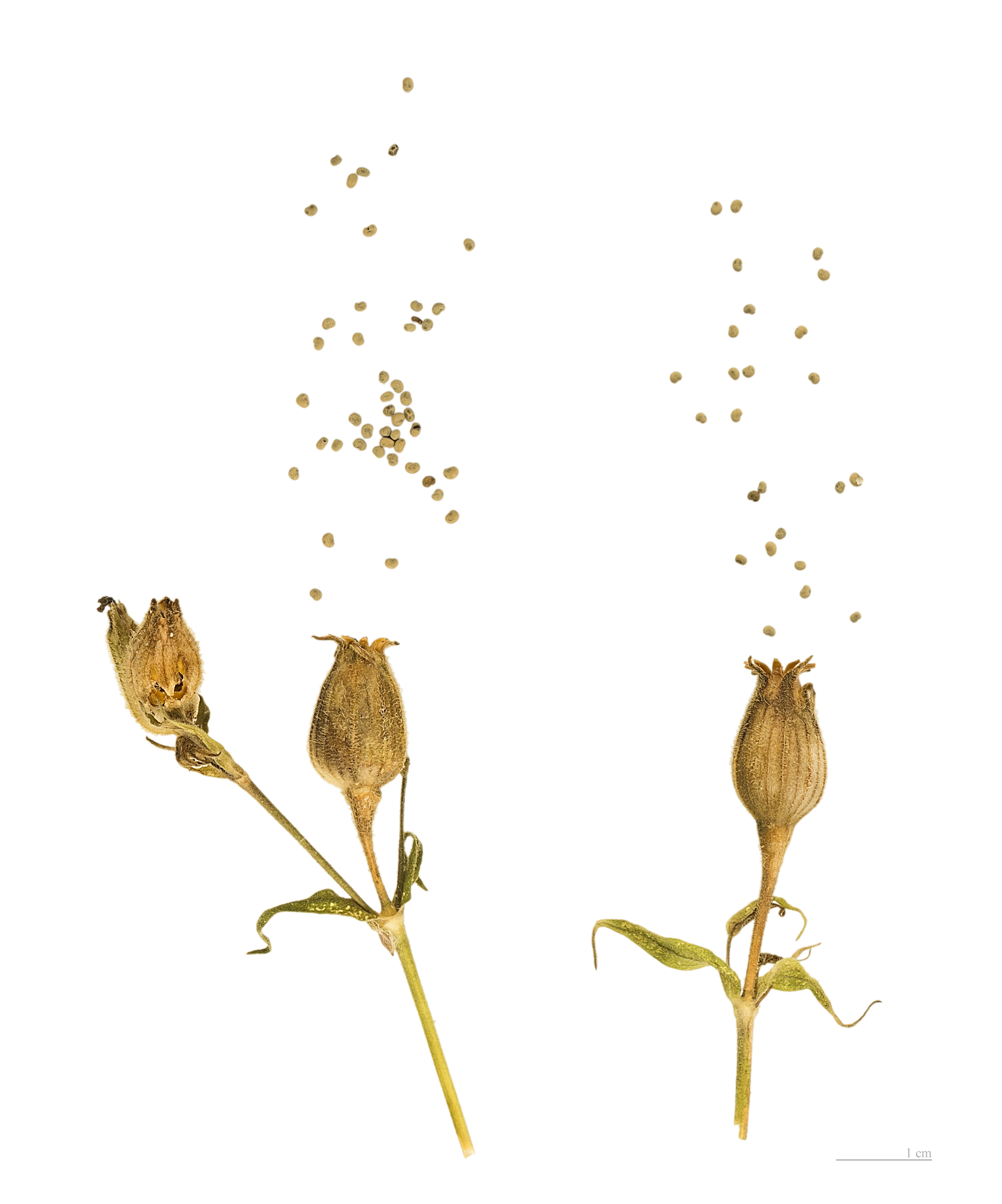
Плоды и семена

Внешний вид растения зависит от возраста: вначале в прикорневой розетке образуются овальные (до ланцетовидных) листья длиной 4—10 см, затем вырастают раздвоенные, густоопушённые стебли с супротивными парными листьями.
Цветки собраны в соцветия на вершинах стеблей, 2,5—3 см в диаметре, с характерными пятилепестковыми вытянутыми чашечками белого цвета; цветение длится с поздней весны до ранней осени. Если растение с розовыми цветами, это, как правило, гибриды со смолёвкой красной.

## Экология
Растёт на лугах, в разреженных лесах, кустарниках, на паровых полях, в посевах и огородах.

## Химический состав
Листья, стебли и цветки содержат 110 мг % аскорбиновой кислоты, молодые ростки 40—65 мг %, листья 59,8 мг %.
В фазе образования семян в листьях, стеблях и корнях найдены следы алкалоидов, в цветках они отсутствуют.
Корни содержат сапонин и особый углевод лактозин или лактозиназу.
Данные нескольких химических анализов отображены в таблице ниже:
| Фаза             | Воды | От абсолютного сухого вещества в % | От абсолютного сухого вещества в % | От абсолютного сухого вещества в % | От абсолютного сухого вещества в % | От абсолютного сухого вещества в % | Источник           |
| Фаза             | Воды | зола                               | протеин                            | жиры                               | клетчатка                          | БЭВ                                | Источник           |
| ---------------- | ---- | ---------------------------------- | ---------------------------------- | ---------------------------------- | ---------------------------------- | ---------------------------------- | ------------------ |
| Кущение          | 5,9  | 16,9                               | 21,8                               | 3,6                                | 16,3                               | 41,4                               | Ларин 1931         |
| Полусозр. семена | 5,4  | 7,8                                | 13,6                               | 4,8                                | 29,9                               | 43,9                               | Ларин 1931         |
| —                | —    | 11,9                               | 12,1                               | 3,9                                | 26,9                               | 45,2                               | Попов, Елкин. 1935 |

## Значение и применение
Растение содержит большое количество сапонинов, которые могут использоваться в производстве гигиенических средств. Отмечена большая морозостойкость среди подобных видов, смолёвка белая может выращиваться в крупных масштабах вплоть до Московской области. Растение не окультурено и не используется в промышленности.
На пастбищах маралами поедается удовлетворительно. В сене верблюдами поедается удовлетворительно, остальными животными плохо. Овцой поедается верхняя часть растения до 25—30 см высоты и иногда под корень.
Молодые проростки могут употребляться в пищу, как шпинат или в виде салата.
Сорняк засоряющий хлебные посевы.

## Классификация

### Таксономия
Silene latifolia Poir., 1789, Voy. Barbarie 2: 165
Вид Смолёвка широколистная относится к роду Смолёвка (Silene) семейства Гвоздичные (Caryophyllaceae) порядка Гвоздичноцветные (Caryophyllales). Кладограмма в соответствии с Системой APG IV по состоянию на декабрь 2023 года:
|  |                                      |  |                                   |                                   |                      |  | ещё 40 семейств | ещё 40 семейств |                        |  |                         |  | еще 485 подтвержденных видов и 1 143 вида, ожидающих подтверждения | еще 485 подтвержденных видов и 1 143 вида, ожидающих подтверждения |  |
|  |                                      |  |                                   |                                   |                      |  | ещё 40 семейств | ещё 40 семейств |                        |  |                         |  | еще 485 подтвержденных видов и 1 143 вида, ожидающих подтверждения | еще 485 подтвержденных видов и 1 143 вида, ожидающих подтверждения |  |
|  |                                      |  |                                   | порядок Гвоздичноцветные          |                      |  |                 |                 | род Смолёвка           |  |                         |  |                                                                    |                                                                    |  |
|  |                                      |  |                                   | порядок Гвоздичноцветные          |                      |  |                 |                 | род Смолёвка           |  | 3 внутривидовых таксона |  |                                                                    |                                                                    |  |
|  | отдел Цветковые, или Покрытосеменные |  |                                   |                                   | семейство Гвоздичные |  |                 |                 | Смолёвка широколистная |  |                         |  |                                                                    |                                                                    |  |
|  | отдел Цветковые, или Покрытосеменные |  |                                   |                                   |                      |  |                 |                 |                        |  |                         |  |                                                                    |                                                                    |  |
|  |                                      |  | ещё 63 порядка цветковых растений | ещё 63 порядка цветковых растений |                      |  |                 | еще 97 родов    | еще 97 родов           |  |                         |  |                                                                    |                                                                    |  |
|  |                                      |  |                                   | ещё 63 порядка цветковых растений |                      |  |                 |                 | еще 97 родов           |  |                         |  |                                                                    |                                                                    |  |

### Внутривидовые таксоны
- Silene latifolia subsp. alba (Mill.) Greuter & Burdet
- Silene latifolia subsp. eriocalycina (Boiss.) Greuter & Burdet
- Silene latifolia subsp. mariziana (Gand.) Greuter & Burdet

### Синонимы
- Lychnis divaricata Rchb.
- Lychnis loveae B.Boivin
- Lychnis macrocarpa Boiss. & Reut.
- Lychnis pratensis Spreng.
- Lychnis vespertina Sibth.
- Melandrium album Garcke
- Melandrium boissieri Schischkin
- Melandrium dioicum subsp. album (Mill.) D.Löve
- Melandrium latifolium (Poir.) Maire
- Silene alba subsp. divaricata (Rchb.) Walters
- Silene latifolia subsp. latifolia
- Silene macrocarpa E.H.L.Krause
- Silene pratensis subsp. divaricata (Rchb.) McNeill & H.C.Prent.